# سنجاب (جنس)
السنجاب (Sciurus) هو جنس من الثدييات ينتمي إلى فصيلة السنجابيات، يحتوي هذا الجنس على معظم السناجب الشائعة ذات الذيل الكثيف التي تستوطن أمريكا الشمالية وأوروبا وآسيا المعتدلة وأمريكا الوسطى وأمريكا الجنوبية.

## أنواع الجنس
عدد أنواع الجنس عرضة للتغيير. في عام 2005، قَبَلَا ثورينغتن [الإنجليزية] و هوفمان ‏ -اللذان تتبع موقع الاتحاد الدولي لحفظ الطبيعة تفسيرهما التصنيفي- 28 نوعًا في الجنس:
جنس السنجاب، Sciurus
- جُنيس السنجاب، Sciurus
  - سنجاب ألن [الإنجليزية]، Sciurus alleni
  - سنجاب أريزونا الرمادي [الإنجليزية]، Sciurus arizonensis
  - سنجاب المكسيك الرمادي [الإنجليزية]، Sciurus aureogaster

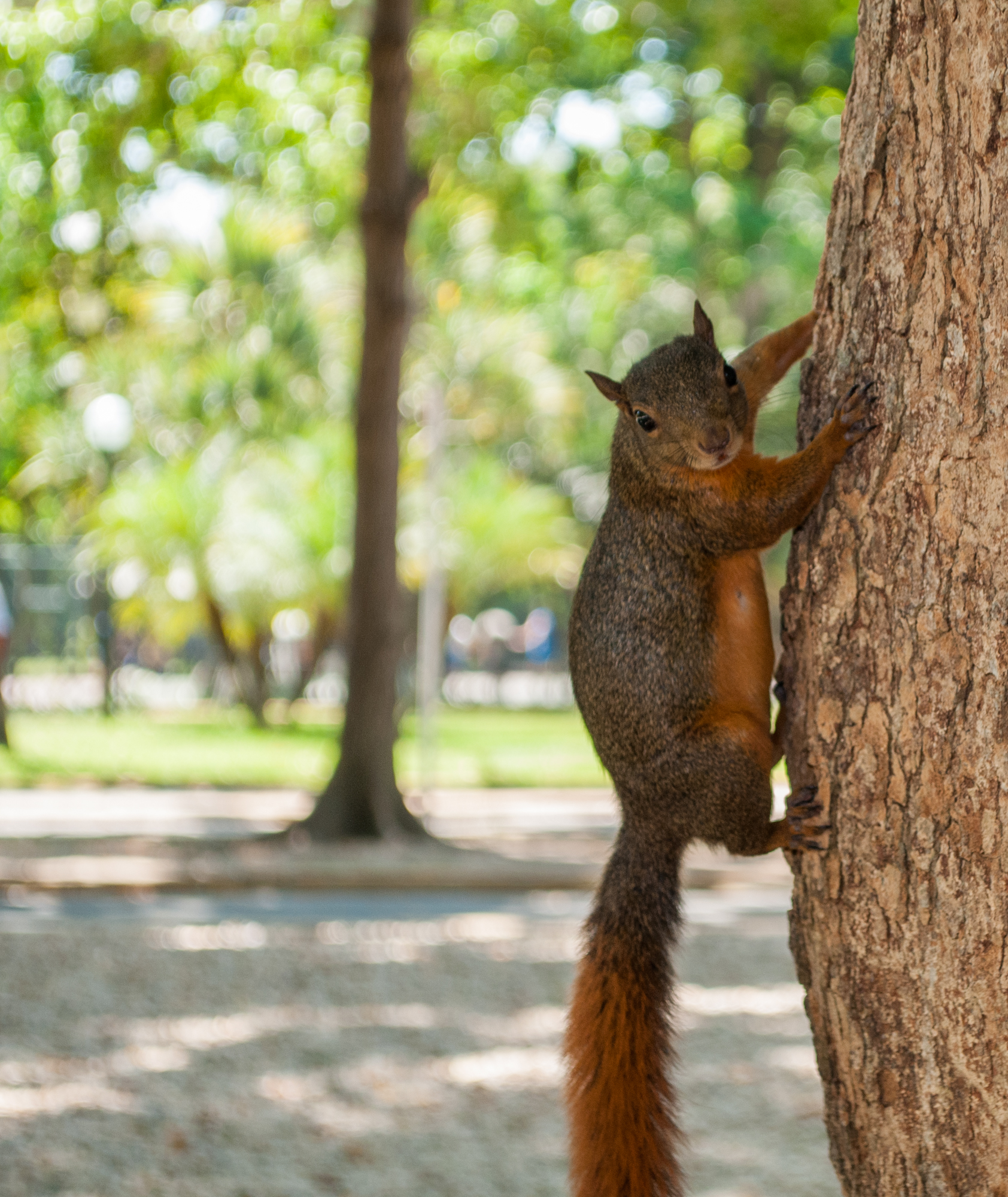
سنجاب أحمر الذيل

  - سنجاب رمادي شرقي، Sciurus carolinensis
  - سنجاب كولي [الإنجليزية]، Sciurus colliaei
  - سنجاب دابه [الإنجليزية]، Sciurus deppei
  - سنجاب ياباني، Sciurus lis
  - سنجاب أسود كلبري [الإنجليزية]، Sciurus meridionalis[3]
  - سنجاب ثعلبي مكسيكي، Sciurus nayaritensis
  - سنجاب ثعلبي، Sciurus niger
  - سنجاب بيتر [الإنجليزية]، Sciurus oculatus
  - سنجاب مبرقش [الإنجليزية]، Sciurus variegatoides
  - سنجاب أحمر، Sciurus vulgaris
  - سنجاب يوكاتان، Sciurus yucatanensis
- جنيس السنجاب الآذَن، Otosciurus
  - سنجاب أبرت، Sciurus aberti
- جنيس سنجاب غارلانغيه، Guerlinguetus
  - سنجاب برازيلي [الإنجليزية]، Sciurus aestuans
  - سنجاب أصفر الحلق [الإنجليزية]، Sciurus gilvigularis
  - سنجاب أحمر الذيل، Sciurus granatensis
  - سنجاب بوليفي [الإنجليزية]، Sciurus ignitus
  - سنجاب إنغرام [الإنجليزية]، Sciurus ingrami
  - سنجاب الأنديز [الإنجليزية]، Sciurus pucheranii
  - سنجاب ريتشموند [الإنجليزية]، Sciurus richmondi
  - سنجاب سانبورن [الإنجليزية]، Sciurus sanborni
  - سنجاب غواياكيل [الإنجليزية]، Sciurus stramineus
- جنيس سنجاب تينيس، Tenes
  - سنجاب فارسي، Sciurus anomalus
- جنيس Hadrosciurus
  - سنجاب ناري [الإنجليزية]، Sciurus flammifer
  - سنجاب جونين الأحمر، Sciurus pyrrhinus
- جنيس Hesperosciurus
  - سنجاب رمادي جنوبي [الإنجليزية]، Sciurus griseus
- جنيس Urosciurus
  - سنجاب أحمر أمازوني شمالي [الإنجليزية]، Sciurus igniventris
  - سنجاب أحمر أمازوني جنوبي [الإنجليزية]، Sciurus spadiceus